# ABUロボコン

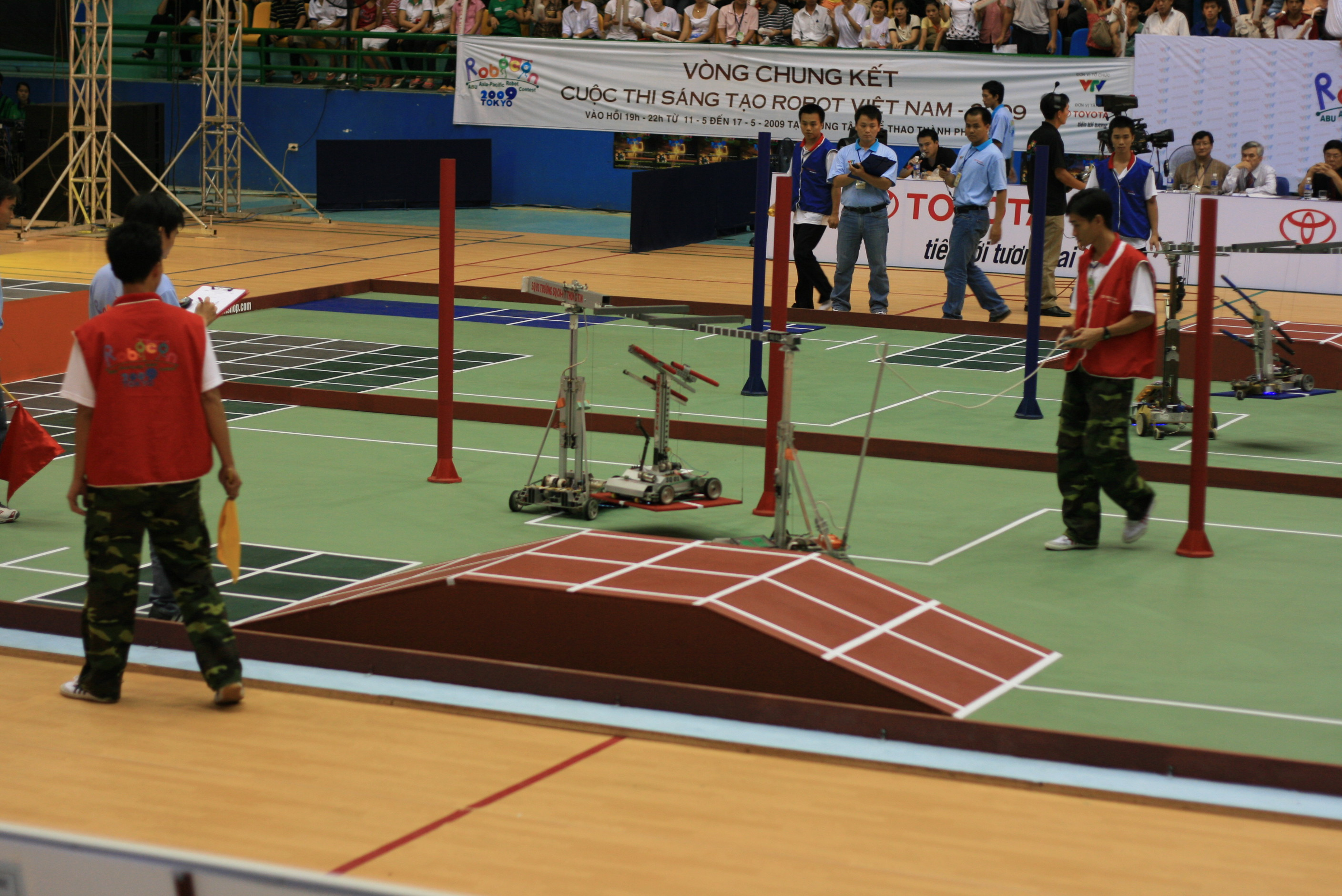
2009年のベトナムチーム

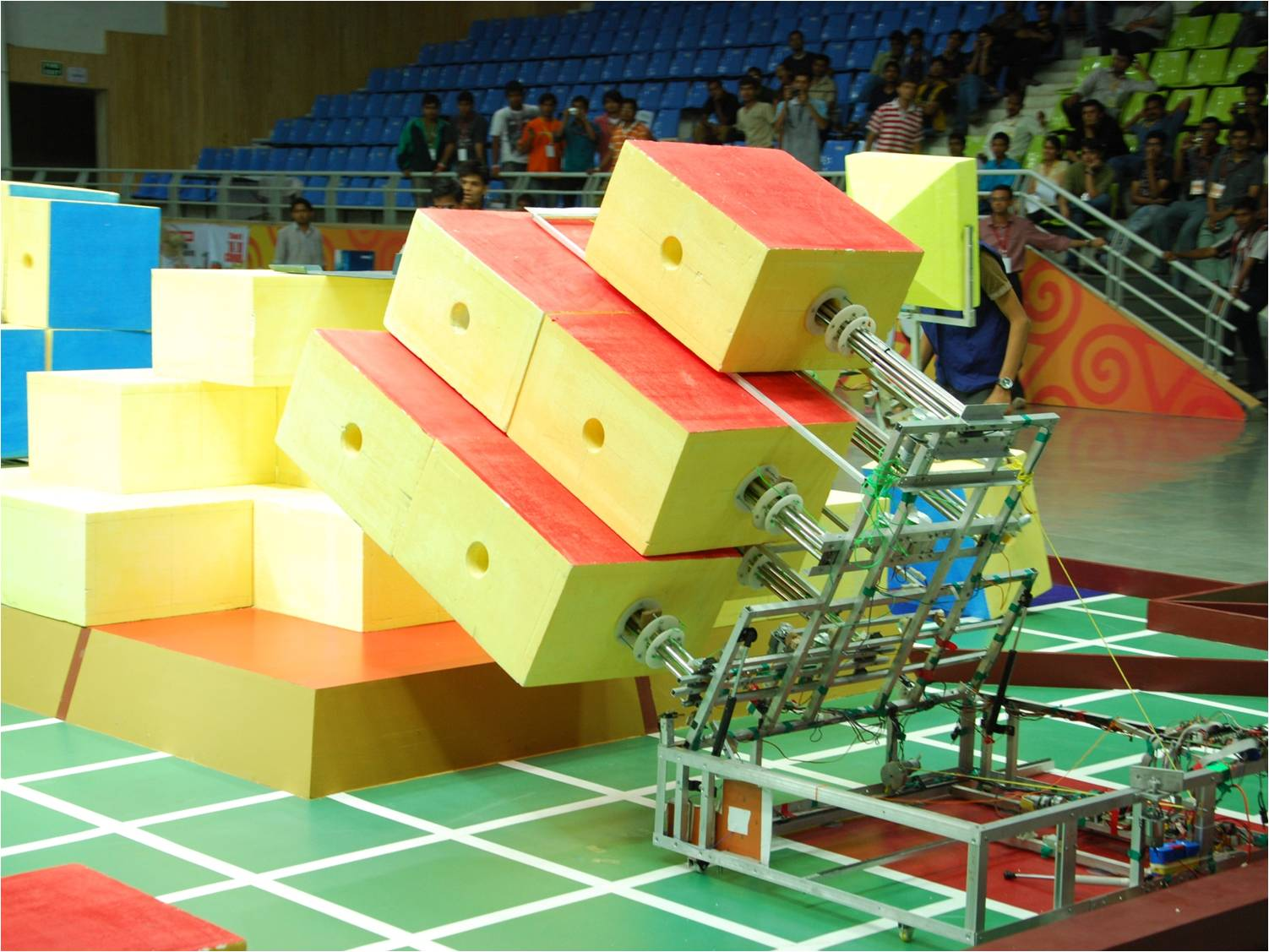
2010年のインドのチーム

ABUアジア・太平洋ロボットコンテスト（英: ABU Asia-Pacific Robot Contest, ABU Robocon）、略称ABUロボコンとは、アジア太平洋放送連合（ABU）が主催する、大学生が製作したロボットによる競技会である。1988年に日本放送協会が主催する日本国内向けのアイデア対決・全国高等専門学校ロボットコンテストが始まり、1991年にNHK大学ロボコン（アイデア対決・ロボットコンテスト 大学部門）が開催されるようになった。1993年、NHK大学ロボコンにタイの大学が参加するようになったのを皮切りに参加国が少しずつ増加した。一時はアメリカ合衆国の大学が参加したこともあったが、次第にアジア太平洋各国が参加するようになり、2002年アジア太平洋放送連合が主催するABUロボコンとして生まれ変わった。NHKが地上波で放送するため、一般への認知度が高いロボット競技会の一つである。この種の競技としてはロボカップに匹敵する世界有数の国際大会である。
なお、NHK大学ロボコンは第10回を最後に海外チームの参加ができなくなり、ABUロボコンの日本代表選考会となった。

## 対戦方法
毎年競技課題は変更され、ホスト国のABU加盟局が中心に作成される競技内容は開催国の文化、風習を反映した競技になる場合が多いボールを運んだり、投げたり、ブロックを運んだりして、いかに速く目的を達成するかを競う。相手の妨害も可能な場合もあり、大会によっては2台以上のロボットを使用することがある。基本的に、3チーム以上の複合戦はなく、1チーム対1チームの対決である。まず、6～7グループ程度に分けたリーグ戦形式の予選を行い、各グループの1位及びワイルドカードを含めた計8チームでトーナメント形式の決勝を行い、優勝が決定される。

## 参加国・地域
ABUに加盟する放送局を通じて、各国・地域の大学、工科大学、高専生（4年生以上）、高専専攻科生の学生によるチームが出場する。開催年度によって参加数には変動がある。原則各国・地域より1チームが出場し、さらに開催国・地域からは2チーム出場する。
日本からはNHKを担当放送局として、第1回の2002年より毎年ABUロボコンに出場している。他、全ての年度（2015年まで）のABUロボコンに出場している国を以下に示す。カッコ内は担当放送局である。
- インド（インド国営テレビ）
- インドネシア（インドネシア国営テレビ）
- タイ（チャンネル 9 エムコット・エッチディ）
- ネパール（ネパールテレビ）
- フィジー（フィジーテレビ）
- ベトナム（ベトナムテレビジョン）
- マレーシア（マレーシア国営放送）
- モンゴル（モンゴル公共ラジオテレビ）

## 開催履歴
各年度における優勝、準優勝大学、ABUロボコン大賞受賞大学ならびに日本代表大学の成績を示す。
| 回(年)          | 開催国、開催地                | 大会テーマ                                                                       | 優勝、準優勝、ABUロボコン大賞                                                                  | 日本代表                                          |
| --------------- | ----------------------------- | -------------------------------------------------------------------------------- | ---------------------------------------------------------------------------------------------- | ------------------------------------------------- |
| 第1回 (2002年)  | 日本 東京                     | Reach for the Top of Mt. Fuji 「富士山頂をめざせ」                               | ベトナムホーチミン市工科大学 · 中国中国科学技術大学 · 日本金沢工業大学                         | 豊橋技術科学大学 金沢工業大学 (共にベスト4)       |
| 第2回 (2003年)  | タイ バンコク                 | Takraw Space Conqueror 「タクローの覇者」                                        | タイスワンデンディン技術専門学校 · タイキングモンクット工科大学 · 韓国チュンナム大学           | 愛知工科大学 (ベスト4)                            |
| 第3回 (2004年)  | 韓国 ソウル                   | Reunion of Separated Lovers, Gyeonwoo & Jiknyeo 「織姫と彦星」                   | ベトナムホーチミン市工科大学 · 中国西南科学技術大学 · モンゴルモンゴル科学技術大学             | 東京大学 (予選リーグ敗退)                         |
| 第4回 (2005年)  | 中国 北京                     | Climb on the Great Wall Light the Holy Fire 「万里の長城を照らせ!」              | 日本東京大学 · 中国北京科学技術大学 · エジプトテンス オブ ラマダンシティ工科大学               | 東京大学 (優勝)                                   |
| 第5回 (2006年)  | マレーシア クアラルンプール   | Building the World’s Tallest Twin Tower 「ツインタワー・ビルダー」               | ベトナムホーチミン市工科大学 · タイサムットソンクラーン技術大学 · マレーシアマレーシア工科大学 | 東京農工大学 (ベスト8)                            |
| 第6回 (2007年)  | ベトナム · ハノイ             | Halong Bay Discovery 「ハロン湾の伝説」                                          | 中国西安交通大学 · インドネシアスラバヤ電子工学ポリテクニック · エジプト10月6日大学            | 金沢工業大学 (ベスト8)                            |
| 第7回 (2008年)  | インド プネ                   | Govinda 「ゴヴィンダ」                                                           | 中国西安交通大学 · エジプトテンス オブ ラマダンシティ工科大学 · 中国西安交通大学               | 豊橋技術科学大学 (ベスト4)                        |
| 第8回 (2009年)  | 日本 東京                     | Travel Together for the Victory Drums 「旅は道づれ 勝利の太鼓を打て」            | 中国ハルビン工業大学 · 香港香港大学 · 中国ハルビン工業大学                                     | 豊橋技術科学大学 (ベスト4) 金沢工業大学 (ベスト8) |
| 第9回 (2010年)  | エジプト · カイロ             | Robo-Pharaohs Build Pyramids 「ロボ・ファラオ ピラミッドを築け」                 | 中国電子科技大学 · ベトナムラクホン大学 · 中国電子科技大学                                     | 金沢工業大学 (予選リーグ敗退)                     |
| 第10回 (2011年) | タイ バンコク                 | Loy Krathong, Lighting Happiness with Friendship 「ロイ・クラトンの火をともせ!」 | タイトゥラキット・バンディット大学 · タイカンペンペット工科大学 · 日本東京大学                 | 東京大学 (ベスト8)                                |
| 第11回 (2012年) | 香港                          | In Pursuit of Peace and Prosperity 「平安大吉」(ペンオンダイガ)                  | 中国電子科技大学 · ベトナムラクホン大学 · 日本東京大学                                         | 東京大学 (ベスト4)                                |
| 第12回 (2013年) | ベトナム · ダナン             | THE GREEN PLANET 「グリーン・プラネット」                                        | 日本金沢工業大学 · ベトナムラクホン大学(チーム1) · インドネシアスラバヤ電子工学ポリテクニック  | 金沢工業大学 (優勝)                               |
| 第13回 (2014年) | インド プネ                   | A SALUTE TO PARENTHOOD                                                           | ベトナムラクホン大学 · 日本名古屋工業大学 · ベトナムラクホン大学                               | 名古屋工業大学 (準優勝)                           |
| 第14回 (2015年) | インドネシア ジョグジャカルタ | ROBOMINTON: BADMINTON ROBO-GAME                                                  | ベトナム フンイエン技術師範大学 · 香港 香港科技大学 · ベトナム フンイエン技術師範大学          | 早稲田大学 (ベスト8)                              |
| 第15回 (2016年) | タイ バンコク                 | Clean Energy Recharging the World                                                | マレーシア マレーシア工科大学 · 中国 東北大学 · 日本 東京大学                                  | 東京大学 (ベスト4)                                |
| 第16回 (2017年) | 日本 東京                     | The Landing Disc                                                                 | ベトナム ラクホン大学 · マレーシア マレーシア工科大学 · ベトナム ラクホン大学                  | 東京工業大学 (ベスト4) 東京大学 (ベスト8)         |
| 第17回 (2018年) | ベトナム · ニンビン市         | “NÉM CÒN”                                                                        | ベトナム ラクホン大学(ベトナム2 LH-Galaxy) · 中国 東北大学 · 日本東京大学                      | 東京大学 (ベスト4)                                |
| 第18回 (2019年) | モンゴル ウランバートル       | GREAT URTUU                                                                      | 香港香港中文大学 · モンゴルモンゴル科学技術大学                                                | 京都大学 (ベスト8)                                |
| 第19回 (2020年) | フィジー スバ                 | ABU ROBOCON FESTIVAL                                                             | 日本東京大学 · 香港 香港科技大学                                                               | 東京大学 (優勝) 豊橋技術科学大学 (3位)            |
| 第20回 (2021年) | 中国                          | -                                                                                | インドセプル ノベンバー工科大学 · モンゴルモンゴル科学技術大学 · 中国 武漢大                   | -                                                 |
| 第21回 (2022年) | インド                        | -                                                                                | 香港 香港中文大学 · インドネシアセプル ノベンバー工科大学 · 中国中国電子科学技術大学           | -                                                 |
| 第22回 (2023年) | カンボジア プノンペン         | Casting Flowers over Angkor Wat                                                  | 日本 豊橋技術科学大学 香港                                                                     | 豊橋技術科学大学 (優勝)                           |
| 第23回 (2024年) | ベトナム · クアンニン         | HARVEST DAY                                                                      | 香港 ベトナム2                                                                                 | 豊橋技科大学(3位)                                 |

2020フィジー大会について
- ABU ロボコン2020フィジー大会は新型コロナウイルス感染拡大の収束が見込めないため、代替イベントとしてオンラインによる「ABU ROBOCON FESTIVAL」が2020年12月12日に開催された。結果は1位が東京大学、2位が香港科技大学、3位が豊橋技術科学大学であった[24]。